# Frampton Comes Alive!
| 전문가 평가                       | 전문가 평가 |
| 평가 점수                         | 평가 점수   |
| 출처                              | 점수        |
| --------------------------------- | ----------- |
| AllMusic                          | [ 2 ]       |
| Christgau's Record Guide          | B−          |
| The Encyclopedia of Popular Music | [ 4 ]       |

《Frampton Comes Alive!》는 영국의 싱어송라이터 피터 프램프턴의 더블 라이브 음반으로, 1976년 A&M 레코드를 통해 발매되었다. 네 장의 스튜디오 음반이 거의 성공이나 판매를 거두지 못한 후, 《Frampton Comes Alive!》는 프램프턴에게 돌파구가 되었으며, 가장 많이 팔린 라이브 음반 중 하나이다. 〈Show Me the Way〉, 〈Baby, I Love Your Way〉, 〈Do You Feel Like We Do〉는 싱글로 발매되었고, 세 곡 모두 미국 빌보드 핫 100에서 상위 15위 안에 들었으며, 클래식 록 라디오 방송에서 자주 방송된다.
1976년 1월 15일에 발매된 《Frampton Comes Alive!》는 차트에 191위로 처음 등장했다. 1976년 4월 10일, 주간에 빌보드 200 차트에서 1위에 올랐으며, 10월까지 1위 자리를 비연속적으로 10주간 유지했다. 이 음반은 1976년 한 해 동안 가장 많이 팔린 음반이었으며, 미국 내에서 800만 장 이상이 판매되었다.
《Frampton Comes Alive!》는 1976년 《롤링 스톤》 독자 투표에서 "올해의 음반"으로 선정되었다. 이 음반은 차트에 97주 동안 머물렀으며, 1977년 《빌보드》 연말 음반 차트에서도 14위를 기록했다. 이 음반은 《롤링 스톤》이 선정한 "역사상 가장 위대한 라이브 음반 50위"에서 41위에 올랐다. 《롤링 스톤》 독자들은 2012년 투표에서 이 음반을 역사상 가장 좋아하는 라이브 음반 3위로 선정했다.
2020년, 《Frampton Comes Alive!》는 그래미 명예의 전당에 헌액되었다.

## 배경 및 녹음
《Frampton Comes Alive!》 음반은 1975년 6월부터 11월 사이에 녹음되었으며, 주로 샌프란시스코의 윈터랜드 볼룸에서, 그리고 캘리포니아주 샌러펠의 마린 재향군인 기념 강당, 뉴욕 커맥의 롱아일랜드 아레나, 뉴욕주 플래츠버그에 있는 뉴욕 주립대학교 플래츠버그 캠퍼스 공연장에서 녹음되었다. 윈터랜드에서의 곡들은 24트랙 마스터 레코더로 녹음되었으며, 다른 공연들은 16트랙 레코더로 녹음되었다. 원본 음반에는 총 네 차례의 공연에서 녹음된 자료가 사용되었다. 마스터 테이프는 초당 15인치 속도로 전문용 돌비 "A" 노이즈 감소 장비를 사용해 녹음되었다.
이 라이브 음반은 원래 단일 LP 음반으로 계획되었으나, A&M 레코드의 제안에 따라 추가 공연들이 녹음되었고, 음반은 두 장짜리 LP로 확장되어 발매되었다. 《Live in Detroit》 콘서트 DVD의 특전 영상에서 피터 프램프턴은 믹싱 과정에서 마이크 케이블이 실수로 빠지면서 베이스 드럼 마이크가 드럼 헤드에서 90도 방향으로 돌아가 혼선을 일으킨 점에 대해 언급하였다. 공연 중 프램프턴은 주로 1954년산 블랙 색상의 개조된 깁슨 레스폴 커스텀 일렉트릭 기타를 사용했으며, 일반적인 P90 및 알니코 스테이플 픽업 대신 험버커 픽업이 세 개 장착된 것이 특징이다. 라디오 프로그램 《In the Studio with Redbeard》에서 프램프턴은 "이 음반은 대부분 라이브인데, 〈Something's Happening〉의 첫 번째 벌스, 〈Show Me the Way〉의 일렉트릭 리듬 기타 (토크박스 소리는 나왔지만 엔지니어가 마이크를 옮기는 것을 깜빡했음), 그리고 〈I Wanna Go to the Sun〉의 인트로 피아노는 스튜디오에서 수정되었지만 그 외에는 전부 라이브입니다(모든 기타 솔로, 어쿠스틱 기타, 일렉트릭 키보드, 드럼, 베이스 기타, 그리고 나머지 보컬 전부)"라고 말했다.

## 곡 목록
모든 곡들은 특별한 언급이 없는 한 피터 프램프턴에 의해 작사/작곡하였다.
| #  | 제목                                   | 작사·작곡                      | 재생 시간 |
| -- | -------------------------------------- | ------------------------------ | --------- |
| 1. | 〈Introduction/Something's Happening〉 |                                | 5:54      |
| 2. | 〈Doobie Wah〉                         | 프램프턴, 존 사이모스, 릭 윌스 | 5:28      |
| 3. | 〈Show Me the Way〉                    |                                | 4:32      |
| 4. | 〈It's a Plain Shame〉                 |                                | 4:21      |

| #  | 제목                                   | 재생 시간 |
| -- | -------------------------------------- | --------- |
| 1. | 〈All I Want to Be (Is by Your Side)〉 | 3:27      |
| 2. | 〈Wind of Change〉                     | 2:47      |
| 3. | 〈Baby, I Love Your Way〉              | 4:43      |
| 4. | 〈I Wanna Go to the Sun〉              | 7:02      |

| #  | 제목                        | 작사·작곡            | 재생 시간 |
| -- | --------------------------- | -------------------- | --------- |
| 1. | 〈Penny for Your Thoughts〉 |                      | 1:23      |
| 2. | 〈(I'll Give You) Money〉   |                      | 5:39      |
| 3. | 〈Shine On〉                |                      | 3:35      |
| 4. | 〈Jumpin' Jack Flash〉      | 믹 재거, 키스 리처즈 | 7:45      |

| #  | 제목                       | 작사·작곡                           | 재생 시간 |
| -- | -------------------------- | ----------------------------------- | --------- |
| 1. | 〈Lines on My Face〉       |                                     | 7:06      |
| 2. | 〈Do You Feel Like We Do〉 | 프램프턴, 믹 갤러거, 사이모스, 윌스 | 14:15     |

## 인증
| 국가                       | 인증        | 판매량/출하량 |
| -------------------------- | ----------- | ------------- |
| 오스트레일리아 (ARIA)      | 3× 플래티넘 | 150,000^      |
| 캐나다 (뮤직 캐나다)       | 골드        | 50,000^       |
| 일본                       | —           | 15,000        |
| 영국 (BPI)                 | 골드        | 100,000^      |
| 미국 (RIAA)                | 8× 플래티넘 | 8,000,000^    |
| ^출하량을 기반으로 한 인증 |             |               |